# Valentin Ferron
Valentin Ferron (* 8. února 1998) je francouzský profesionální silniční cyklista jezdící za UCI ProTeam Team TotalEnergies. V říjnu 2020 byl jmenován na startovní listině Vuelty a España 2020.

## Hlavní výsledky
2016
Oberösterreich Juniorenrundfahrt
3. místo celkově
9. místo Bernaudeau Junior
2019
2. místo Polynormande
2021
Tour du Rwanda
vítěz 4. etapy
3. místo Trofeo Matteotti
9. místo Boucles de l'Aulne
2022
Critérium du Dauphiné
vítěz 6. etapy
2. místo Paříž–Camembert
3. místo Route Adélie
4. místo Circuito de Getxo
Tour Poitou-Charentes en Nouvelle-Aquitaine
9. místo celkově
2023
vítěz Paříž–Camembert
2. místo Grand Prix La Marseillaise
2. místo Polynormande
Région Pays de la Loire Tour
3. místo celkově
Tour Poitou-Charentes en Nouvelle-Aquitaine
10. místo celkově

### Výsledky na Grand Tours
| Grand Tour      | 2020 | 2021 | 2022 | 2023 |
| --------------- | ---- | ---- | ---- | ---- |
| Giro d'Italia   | —    | —    | —    | —    |
| Tour de France  | —    | —    | —    | 89   |
| Vuelta a España | 87   | —    | —    |      |

| —   | Nezúčastnil se |
| DNF | Nedokončil     |